# 大分富士山
大分富士山位於台灣高雄市和花蓮縣之間，屬於中央山脈，標高3056公尺。因山形似富士山，故以富士為名，在南雙頭山之東南。

## 註腳
1. ↑  沼井鐵太郎「台灣登山小史」記錄的標高是3038公尺。